# Sultan Pur Majra
Sultan Pur Majra is een census town in het district Noordwest-Delhi van het Indiase unieterritorium Delhi.

## Demografie
Volgens de Indiase volkstelling van 2001 wonen er 163.716 mensen in Sultan Pur Majra, waarvan 54% mannelijk en 46% vrouwelijk is. De plaats heeft een alfabetiseringsgraad van 61%.